# Floreanu Zganca
Floreanu Zganca (* 15. Mai 1949) ist ein ehemaliger rumänisch-deutscher Eishockeyspieler, der unter anderem für die Düsseldorfer EG in der Bundesliga aktiv war. Mit Dinamo Bukarest und Steaua Bukarest wurde er jeweils zweimal Rumänischer Meister.

## Karriere
Floreanu Zganca begann in seiner rumänischen Heimat mit dem Eishockeyspielen und war dort ab der zweiten Hälfte der 1960er Jahre für die beiden großen Hauptstadt-Klubs Dinamo Bukarest und Steaua Bukarest aktiv. Mit Dinamo gewann er in den Jahren 1968 und 1971 die rumänische Meisterschaft, mit Steaua sicherte er sich in den Jahren 1969 und 1970 den Titel. In der Saison 1976/77 wurde er ins zweite All-Star-Team der rumänischen Liga gewählt.
Anschließend kam Zganca nach Deutschland, wo er ab 1979 für die Bundesliga-Mannschaft der Düsseldorfer EG (DEG) spielte. Nach einer Saison bei der DEG und einer Spielzeit beim ECD Iserlohn in der 2. Bundesliga kam er im Jahr 1981 zum Duisburger SC, für den er drei Jahre lang spielte. Anschließend war er ebenso lange für den EC Ratingen aktiv, mit dem er 1985 zunächst in die Oberliga und in der Saison 1986/87 in die 2. Bundesliga aufstieg.
In Ratingen war Zganca nebenbei schon als Nachwuchstrainer aktiv. Von 1989 bis 1992 trainierte er dann die U16-Mannschaft der Düsseldorfer EG, bevor er als Spielertrainer nach Duisburg zurückkehrte. Im Jahr 1993 beendete er seine Karriere.

### International
Vor seiner Flucht nach Deutschland wurde Zganca regelmäßig für die rumänische Nationalmannschaft nominiert. Bei der Weltmeisterschaft 1977 war er mit vier Toren und einer Vorlage der zweiterfolgreichste Torschütze und Scorer seines Teams. Vorher hatte er bereits an fünf B- und einer C-Weltmeisterschaft teilgenommen.

## Erfolge und Auszeichnungen
| - 1968 Rumänischer Meister mit Dinamo Bukarest - 1969 Rumänischer Meister mit Steaua Bukarest - 1970 Rumänischer Meister mit Steaua Bukarest - 1971 Rumänischer Meister mit Dinamo Bukarest | - 1977 Zweites All-Star-Team der rumänischen Eishockeyliga - 1985 Meister der Regionalliga und Aufstieg in die Oberliga mit dem EC Ratingen - 1987 Meister der Oberliga und Aufstieg in die 2. Bundesliga mit dem EC Ratingen |

## Karrierestatistik

### International
Vertrat Rumänien bei:
| - B-Weltmeisterschaft 1969 - B-Weltmeisterschaft 1970 - C-Weltmeisterschaft 1971 - B-Weltmeisterschaft 1972 | - B-Weltmeisterschaft 1973 - B-Weltmeisterschaft 1974 - Weltmeisterschaft 1977 |

(Legende zur Spielerstatistik: Sp oder GP = absolvierte Spiele; T oder G = erzielte Tore; V oder A = erzielte Assists; Pkt oder Pts = erzielte Scorerpunkte; SM oder PIM = erhaltene Strafminuten; +/− = Plus/Minus-Bilanz; PP = erzielte Überzahltore; SH = erzielte Unterzahltore; GW = erzielte Siegtore; 1 Play-downs/Relegation; Kursiv: Statistik nicht vollständig)